# 外教部 (大正蔵)
外教部（げきょうぶ）とは、大正新脩大蔵経において、中国における仏教以外の諸宗の文献をまとめた領域のこと。
インドの六派哲学の訳書、道教、マニ教、景教関連の文献が含まれる。
第23番目の部であり、収録されている典籍ナンバーは2137から2144まで。巻数では第54巻（後半）に相当する。

## 構成

### 巻別
- 外教部 第54巻 - No.2137-2144[2]

### 詳細
外教部 第54巻 - No.2137-2144
- 2137.『金七十論』
- 2138.『勝宗十句義論』
- 2139.『老子化胡経』
- 2140.『摩尼教下部讃』
- 2141A.『摩尼光仏教法儀略』
- 2141B.『波斯教残経』
- 2142.『序聴迷詩所経』
- 2143.『景教三威蒙度讃』
- 2144.『大秦景教流行中国碑頌』